# Bungee jumping

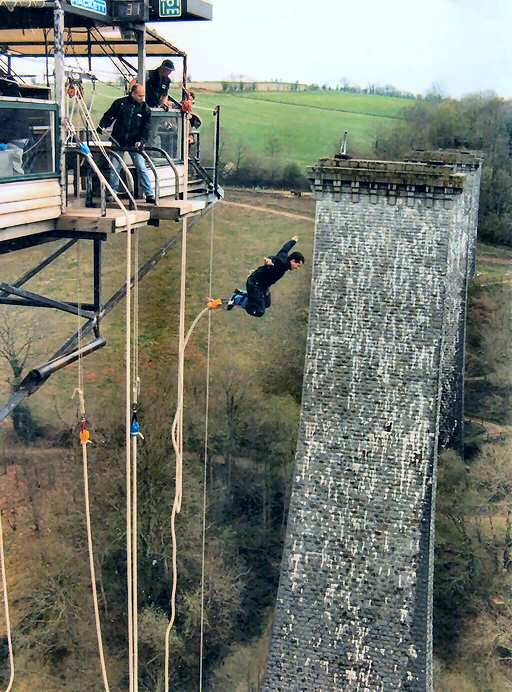
Bungee jumping

Bungee jumping či bungy jumping je aktivita, při kterém je člověk přivázán za kotníky nebo celotělový lezecký postroj na elastické lano a skáče dolů z velké výšky. Kořeny bungee jumpingu pocházejí z tichomořské tradice zkoušky dospělosti. 
Zakladatelem a průkopníkem bungee jumpingu v České republice se stal sportovní klub K. I. Bungee Jump v čele s Karlem Malimánkem. Místem prvních pokusů se od roku 1993 stal Zvíkovský most přes Vltavu.

## Provozování domorodci
Bungee Jumping má své kořeny ve starobylé legendě, kterou uchovává v paměti domorodý kmen na ostrově Pentecost v souostroví Vanuatu v Melanésii v Jižním Pacifiku. Existuje však několik různých verzí této legendy. Pojednává o příběhu ženy, jež se rozhodla uniknout před zlým manželem. Vyšplhala na vysoký strom, kde si uvázala ke kotníkům liánu. Manžel vylezl za ní, ale než se mu podařilo manželku chytit, vrhla se střemhlav hlavou dolů. Muž skočil také, ale zabil se. Žena přežila jen díky liáně přivázané ke kotníkům.
Pak se již legenda rozchází ve dvou verzích. Jedna tvrdí, že muži začali skoky provozovat k obdivu odvaze, kterou žena projevila. Druhá verze říká, že se muži chtěli pojistit, aby je již žena nemohla oklamat. 
Do dnes se tento rituál v některých společnostech udržel jako zkouška dospělosti. Tohoto obřadu se smějí účastnit jen chlapci, kteří se tak po skoku stanou muži. Jinde se ze zvyku vyvinul rituál, kterým si domorodci pokoušeli zajistit dobrou úrodu. Každý rok očistili svahy od všech větví a kamenů, rozmělnili hlínu, aby mírnila dopad, a vztyčili skokanskou věž.

## Bungee jumping ve dvacátém století

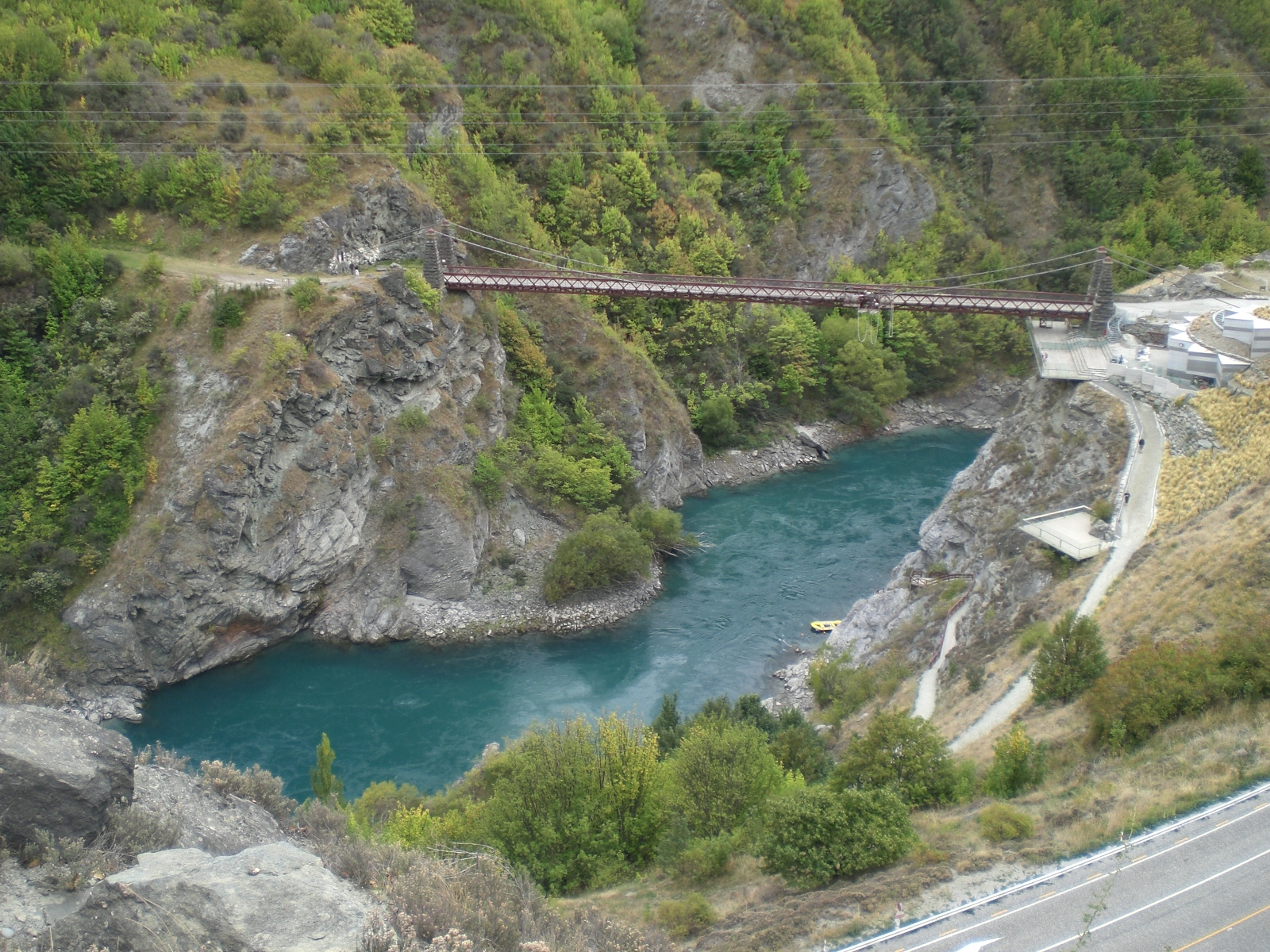
Bungy na mostu Kawarau Bridge, prvního komerčního místa pro bungee jumping

Pro západní civilizaci tento rituál poprvé zaznamenala expedice National Geographic v roce 1950, která zvyk popsala jako skoky do hloubky z výšky okolo 65 stop. V roce 1970 Kal Müller, další reportér National Geographic, jako první cizinec vyzkoušel skok, při kterém se zastaví srdce. Doslova tak Müller rituál popsal. "Lano bylo vypočteno s neobyčejnou přesností," vyprávěl Müller. "Má hlava se při dopadu téměř dotkla země a skončil jsem jako ve veliké houpačce. Kupodivu mi to nevadilo. Vzrušení úplně přehlušilo jakékoliv fyzické nepohodlí." 
V roce 1979 se nové myšlenky ujal Klub nebezpečných sportů z Oxfordské university ve Velké Británii. Ti zorganizovali skok ze 75 metrů vysokého mostu Clifton Suspension v anglickém Bristolu. Tento seskok však nebyl legální a tak David Kirke a Chris Baker byli pokutování částkou 10 liber. Potom tuto myšlenku vyvezli za Atlantik a v Americe skočili z mostu Golden Gate Bridge v San Francisku a z mostu Royal Gorge v Coloradu. To byly počátky bungee jumpingu v USA.
V roce 1987 vzbudil tento extrémní sport obdiv u Novozélanďana A. J. Hacketta. Tento nadšenec uskutečnil jako první a zatím i poslední seskok z Eiffelovy věže. Tento seskok však rovněž nebyl legální a A. J. Hackett byl po seskoku zatčen francouzskou policií. A. J. Hackett zprovoznil první stálé komerční bungee The Kawarau Bridge Bungy nad řekou Kawarau river poblíž města Queenstown na Novém Zélandu. Ve Spojených státech započali rozvoj Petr a John Kocklemanovi. Systémy amerického a novozélandského systému se liší. V České republice se však využívá kombinace těchto dvou systémů. V roce 2002 dne 26.5.2002 česká firma Jiří Stolín, Xtreme Sports úspěšně realizovala bungee seskok z Televizní věže na Žižkově v Praze z výšky 72 metrů, kdy seskoku byli přítomni všechny místní i celorepublikové novinové deníky a Televizní společnosti jako TV Nova, Prima TV i Česká televize.

## Bungee jumping v ČR
V devadesátých letech se v Arizoně inspiroval Karel Malimánek a v roce 1993 tak přivedl bungee jumping do ČR. První skoky pro veřejnost se odehrály z jeřábu na pražské náplavce. Mimo skoků pro veřejnost se skákalo například i z Nuselského mostu.
Nejdéle se bungee jumping v ČR skáče na Zvíkovském mostě přes Vltavu na Orlické přehradě, následně pak na mostě přes Hačku u Chomutova z výšky 62 metrů a z televizní věže v Harrachově z výšky 36 metrů. Bungee sezóna běžně trvá od dubna do října a v Harrachově celoročně od ledna do prosince.

## Vlastnosti lana

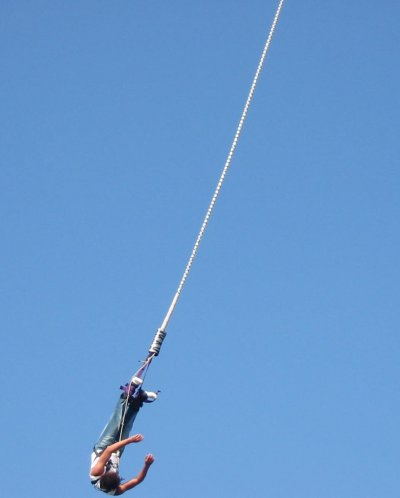
Detail bungee-jumpisty

Zatímco americký způsob využívá dvojího zabezpečení a delšího volného pádu, novozélandský způsob je extrémnější, jelikož využívá pouze jednoduchého zabezpečení a skok je o hodně pohodlnější než americký. 
Při americkém způsobu se využívá takzvaných mill-cords, což je elastický materiál využívaný americkým námořnictvem na letadlových lodích při brzdění letadla. Jeho poměrné prodloužení je pouze okolo 80 %.[zdroj⁠?!] Tzn., že při seskoku z 50 metrů a délce elastického materiálu okolo 20 metrů, trvá volný pád celých 20 metrů a při maximálním zatížení se dostanete do hloubky okolo 36 metrů. 
Naopak novozélandský způsob využívá elastičtějšího materiálu. Při seskoku z 50 metrů se totiž využívá bungee lana dlouhého pouze 10 metrů. Tzn., že volný pád trvá pouze 10 metrů, ale brzdění je daleko pohodlnější, jelikož poměrné prodloužení tohoto materiálu je okolo 300 %[zdroj⁠?!] a při maximálním zatížení se skokan dostane do hloubky 40 metrů.[zdroj⁠?!]  V České republice se využívá kombinace těchto dvou způsobů.

## Podobné sporty

### Swing jump
Neboli Kienova houpačka je skok na pevném horolezeckém laně, které je upevněno vprostřed mezi pilíři. Skokan odskakuje z kraje mostu přivázán za klasický sedák. Následuje přibližně pět metrů volného pádu a v momentě, kdy se celé lano napne, přichází první a největší zhoupnutí. V rychlosti přibližně 90 km/h. Každé další zhoupnutí je menší, dokud se člověk téměř nezastaví. Potom už stačí jen slanit do vody a odplavat na břeh.

### Rope jumping
De facto jde o jednoduché slaňování, ovšem s tím rozdílem, že se slaňuje střemhlav dolu. Takto se dá seběhnout třeba Žižkovská televizní věž (jako v Zázracích přírody). Slaňovací osma se nachází za zády a běžec si koriguje rychlost popouštěním lana před sebou.

### Bungee katapult
Z Bungee jumpingu se poté zrodil i Bungee katapult, což je katapultace ze země do výšky. Při této disciplíně je "bungee-jumpista" připoután k napnutému pružnému lanu a současně k pevnému bodu na zemi; uvolnění provede instruktor. V České republice se bungee katapult provozuje v Praze, Plzni, Brně a Ostravě.

### Bungee running
Bungee running je sport, při kterém hráč musí s pomocí stejného lana jako při bungee jumpingu dojít co nejdál.

## Dobrodružnější formy a bezpečnost
Milovníci bungee jumpingu překonávají již dosažené cíle a skoky vylepšují o nové zážitky. Skáče se z jeřábů, balónů, mostů, ale i budov. A. J. Hackett skočil jako první z budovy bursy,[kde?][kdy?] při jejímž seskoku se dotkl rukou prosklené střechy jedné z nižších částí komplexu. Bungee jumping z 233 metrové věže v čínském Macau je nejdelší komerční seskok tohoto typu na světě.
Bungee jumping je považován za jeden z nejbezpečnějších extrémních sportů, i když zcela výjimečně v zahraničí ke smrtelným úrazům došlo.